# Ruslan Rotaň
Ruslan Petrovyč Rotaň (ukrajinsky Руслан Петрович Ротань; * 29. října 1981, Poltava, Ukrajinská SSR, Sovětský svaz) je bývalý ukrajinský fotbalový záložník a reprezentant. Po konci hráčské kariéry začal působit jako trenér, od prosince 2018 vede ukrajinskou reprezentaci do 21 let, od prosince 2022 klub FK Oleksandrija.
Jeho otec Petro Rotaň je bývalý sovětský fotbalista, hrál mj. za Vorsklu Poltava. Matka pochází z Černihivské oblasti nedaleko hranic s Běloruskem.

## Klubová kariéra
Na Ukrajině hrál za FK Dněpr Dněpropetrovsk, s výjimkou let 2005–2008, kdy působil v Dynamu Kyjev, se kterým vyhrál Premjer-lihu (2007) i ukrajinský pohár (2006, 2007). S Dněprem se dostal do finále Evropské ligy 2014/15 proti španělskému týmu Sevilla FC, v němž jeho klub podlehl soupeři 2:3.
Před sezónou 2017/18 přestoupil do českého klubu SK Slavia Praha.

## Reprezentační kariéra
V A-týmu ukrajinské reprezentace debutoval 12. 2. 2003 v tureckém Izmiru v přátelském utkání proti domácímu týmu Turecka (remíza 0:0). Zúčastnil se s ní mistrovství světa 2006 v Německu a mistrovství Evropy 2012 v Polsku a na Ukrajině.

### EURO 2012
Zúčastnil se domácího Mistrovství Evropy ve fotbale 2012, které Ukrajina spolupořádala s Polskem. Odehrál na turnaji pouze zápas 11. června proti Švédsku (výhra 2:1). Ukrajinské mužstvo skončilo se třemi body na nepostupové třetí příčce základní skupiny D.

### EURO 2016
Trenér Mychajlo Fomenko jej zařadil do závěrečné 23členné nominace na EURO 2016 ve Francii.